# Simone Ghini
Pour les articles homonymes, voir Ghini.
Simone Ghini ou  Simone Filarete (1406 ou 1407 - 1491) est un sculpteur italien du XVe siècle. 

## Biographie
Avec Antonio Filarete, Simone construisit un ensemble de porte de bronze pour la basilique Saint-Pierre de Rome. 
Giorgio Vasari,  dans ces Vies, le donne, d'une façon erronée, comme le frère de Donatello.

## Œuvres
- Monument funéraire  du pape Martin V, Archibasilique Saint-Jean-de-Latran, Rome